# Театральний критик
Театральний критик — людина, яка професійно займається критикою театральних постановок, а також сама професія цієї особи. Критики переглядають постановку, наприклад, п'єсу, і виносять (найчастіше — публікують) судження про її якість.
Критики можуть сприйняти твір прихильно або ж розкритикувати його, проте, як показала історія театру, сучасники і нащадки далеко не завжди розділяють їхню думку.

## Театральна критика в Україні
Деякі відомі театральні критики:
- Александровський Ізмаїл Володимирович
- Сільвіо д'Аміко
- Лозинський Михайло
- Лада Лузіна
- Ян Лєхонь
- Степняк Мирон
- Шевченко Йона Васильович
- Ярцев Олексій